# Wikaryzm geograficzny
Wikaryzm geograficzny (zastępowanie geograficzne) – zjawisko występowania podobnych taksonów na oddzielnych obszarach geograficznych. Taksony zastępcze (wikarianty) zwykle są blisko spokrewnione – często są to gatunki należące do jednego rodzaju. W przypadku, gdy wikaryzujące taksony są odlegle spokrewnione, a ich podobieństwo jest wynikiem konwergencji określane jest jako fałszywy wikaryzm.
Zasięgi geograficzne wikariantów mogą składać się na zasięg dysjunktywny taksonu wyższej rangi. Przykładowo – wikariantami geograficznymi są gatunki cedru zasiedlające różne pasma górskie: cedr atlaski, cedr cypryjski, cedr libański, cedr himalajski, czego rezultatem jest dysjunktywny zasięg rodzaju cedr.
Przykłady wikaryzmu są powszechne między fragmentami biomów leżącymi na różnych kontynentach. Wikaryzującymi parami mogą być np. jeleń szlachetny żyjący w lasach strefy umiarkowanej Eurazji i wapiti zamieszkujący analogiczne środowiska Ameryki Północnej i Dalekiego Wschodu.